# Жуковский, Мартин Мартинович
Марти́н Марти́нович Жуко́вский (20 августа 1866—1957) — крестьянин, депутат Государственной думы I созыва от Гродненской губернии.

## Биография
Поляк, католик. Крестьянин деревни Поникла Обрубниковской волости Белостокского уезда Гродненской губернии. Имел только начальное образование. Служил волостным старшиной, был членом землеустроительной комиссии, являлся участковым попечителем о народной трезвости. Во время избрания в Думу в партиях не состоял.
Выборщик А. М. Санцевич вспоминал:

Мы остановились на крестьянах-католиках. Предоставляя место католикам-крестьянам, мы надеялись, что они выполнят союз наш в точности; кроме того, мы были благодарны католикам за то, что в разрыве горожан с панами и они помогали немало нам. За Жуковского, кроме нашего блока, подали свои голоса, по-видимому, 4 ксёндза и 2 пана.
14 апреля 1906 года избран в Государственную думу I созыва от съезда уполномоченных от волостей Гродненской губернии. Входил в Трудовую группу и примкнул к группе Западных окраин:466:155. Состоял в Аграрной комиссии. Участвовал в прениях по законопроекту о неприкосновенности личности, по аграрному вопросу. По поводу Белостокского погрома Жуковский сказал, что между местным крестьянским и еврейским населением нет ни религиозной, ни национальной вражды: «Все живут мирно, все одинаково угнетены».
Дальнейшая судьба не выяснена.